# August al II-lea al Poloniei
Frederic Augustus I sau August al II-lea cel Puternic (în germană August II der Starke, în poloneză August II Mocny, în lituaniană Augustas II; n. 12 mai 1670, Dresda, Principatul Saxoniei – d. 1 februarie 1733, Varșovia, Polonia-Lituania) a fost elector de Saxonia (ca Frederic Augustus I) și rege al Poloniei și mare duce de Lituania (ca Augustus al II-lea). A fost o figură pregnantă a luxului de la curte și a absolutismului german în perioada căruia s-a clădit mult în stil baroc, a fost un colecționar al operelor de artă, Dresda devenind în timpul său o metropolă culturală.
În timpul domniei sale nobilii de la curtea sa se amestecă în războiul nordic (1700- 1721) război pentru hegemonie în bazinul Mării Baltice dintre Polonia, Rusia, Prusia și Danemarca cu Norvegia, război cu ghinion pentru Polonia și Saxonia. Neputința sa de a realiza reformele necesare în statul polono-lituanian au permis Imperiului Rus să-și extindă sfera de influență, politica lui fiind probabil una din cauzele războiului de șapte ani (1756-1763).

## Biografie
August s-a născut în Dresda la data de 12 mai 1670 ca al doilea fiu al prințului Johann Georg III de Saxonia și al prințesei Ana Sofia a Danemarcei și Norvegiei, primind o educație aleasă prin învățarea teologiei, istoriei, matematicii, limbilor italiană, franceză și spaniolă ca și cultură muzicală și arta militară. La vârsta de 17 ani face o călătorie incognito prin Frankfurt am Main, Straßburg, Paris, Spania, Portugalia, Anglia, Olanda, Danemarca, Suedia, Nürnberg, Augsburg, München, Innsbruck, Milano, Veneția, Viena. Este inițiat în mânuirea armelor, taina obținerii porțelanului și încercările alchimistului Johann Friedrich Böttger de obținere a aurului. Prin moartea fratelui său, Johann George al IV-lea, cu care n-a avut niciodată relații bune, devine singurul moștenitor. În 1696 a luat parte la războiul cu turcii pe teritoriul Ungariei, cu rezultate diferite. În Bătălia de pe râul Bega imperialii au suferit pierderi grele, iar generalul Donat Heissler a fost grav rănit.

## Prinț al Saxoniei

### Politica internă
- Ia măsuri de consolidare a absolutismului cu îngrădirea influenței nobililor, de la mijlocul anului 1706 se consultă cu cabinetul secret constituit de el din ofițeri și miniștri de încredere ca ( von. Beichlingen, v. Flemming, v. Zech, v. Schöning, A. M. G. v. Hoym, C. H. v. Hoym, H. F. v. Friesen, O. H. v. Friesen, v. Werthern, v. Löwendahl, Wicardel, v. Wackerbarth, v. Manteuffel, A. F. v. Pflugk ) această metodă o extinde și la alte autorități statale ca și un sfat secret de război centralizând puterea în mâna sa.
Aceste măsuri ca și convertirea prințului August la catolicism au dus la conflicte și o revoltă în 1717.
In anul 1724 este tipărit pentru prima oară în Leipzig un codex de legi „Codex Augusteus“ codex care va fi modifica legile Constituției din anul 1572. 
Prin acest codex va fi și mai mult consolidat absolutismul și printre altele este admisă stabilirea din nou a evreilor și interzice prigonirea , fiind abrogată legea anterioară din 1430 în care le era interzis evreilor de a se stabili în Saxonia.
- Economia și finanțele, sunt la fel centralizate prin introducerea (octombrie 1694) unui sistem de impozite independent de sistemul comunelor măsuri ce duc în 1703 la serie de opuneri aplicării acestui sistem, aceste rezistențe fiind înlăturate prin o serie de reforme.

## Războaiele purtate ca rege al Poloniei

### Schimbarea credinței, obținerea coronei Poloniei

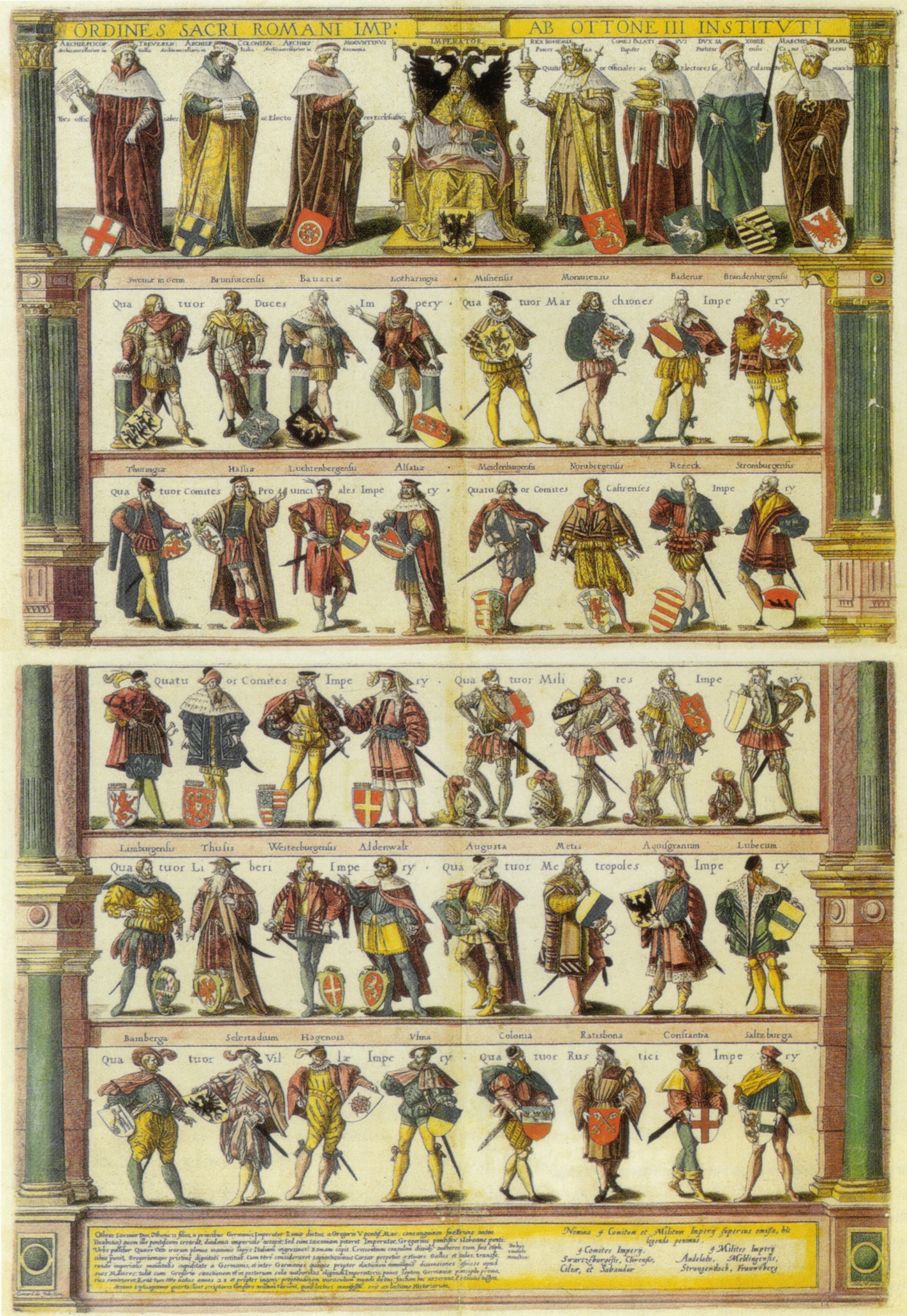
Prezentarea simbolică a ierarhiei feudale romano-germane în 1606

La 1 iunie 1697 August în capela curții imperiale din Viena trece la religia catolică și prin cumpărarea cu ajutorul lui Lehmann (un bancher evreu) și a grofului Flemming, a unor nobili de la curtea Poloniei, este ales la 26 / 27 iunie în Varșovia și apoi la 15 septembrie 1697 în Cracovia ca rege al Poloniei numindu-se August II. Mocny  coroană regală la care trebuie să renunțe după înfrângerea suferită în Marele Război Nordic în fața Suediei și pacea încheiată cu aceasta în Altranstädt 1706, redobândind însă coroana în anul 1709.
Grofului Flemming trimisul lui August la curtea poloneză îi reușește să dezbine nobilimea polonă, zădărnicind eforturile papei Inocențiu al XI-lea, pe prințul Livio Odescalchi, duce de Bracciano și Ceri nepotul său sau pe fiul regelui Jan Sobieski, în total erau 12 nobili care candidau pentru tronul Poloniei printre care se număra și candidatul Franței prințul Franz Ludwig de Bourbon-Conti. Prin convertirea lui August la catolicism, făcută numai din calcul politic, Saxonia pierde rolul său conducător în ierarhia principatelor protestante germane, acest rol fiind preluat de Prusia.
August renunță la folosirea Instrumentariumului - cuius regio, eius religio pentru recatolicizarea Saxoniei, care era considerată ca o emancipare, asigurând supușii săi sași printr-un decret (1697) că trecerea lui la catolicism nu va avea nici un fel de urmări pentru populația saxonă, prin aceasta August rămâne mai departe conducătorul bisericii protestante saxone. August și urmașii săi deveniți de asemenea catolici n-au cedat presiunii papilor de a recatoliciza Saxonia. Aventura poloneză a costat mult Saxonia, astfel din visteria statului au fost scose enorme pentru cumpărarea nobililor și clerului polonez, August renunțând la unele venituri și proprietăți ale sale din Saxonia.

### Domnia în Polonia și Războiul nordic

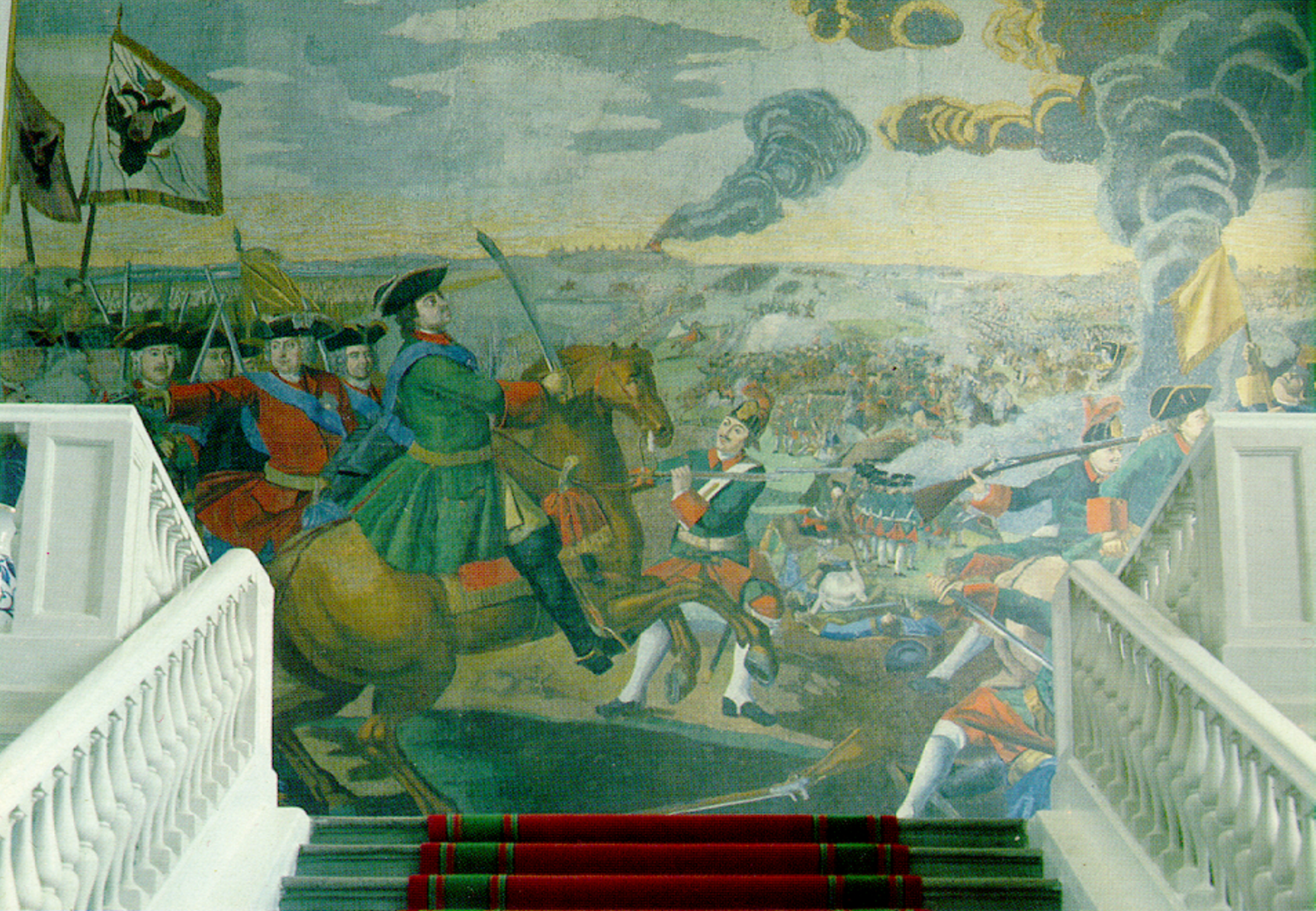
Bătălia de la Poltava (Războiul Nordului)

Intr-o o campanie militară din Moldova (azi Republica Moldova) armata polonă sub conducerea lui August înving pe tătari în bătălia de la Podhajce (1698), izbândă care va determina ulterior Imperiul Otoman să semneze Tratatul de Pace de la Karlovitz (1699).
Ca noul rege ales în Polonia August este sprijinit și sfătuit mai departe de nobilii sași, lucru dezaprobat de nobilimea polono-lituană (Szlachta) aceasta duce la conflict de interese regatul devenind un butoi cu praf de pușcă.
Sfatul nobililor polonezi era relativ incapabil de a lua hotărâri prin Liberum Veto fiind dezbinat prin interese private diferite, la care se adaugă dificultatea finanțării unor reforme prin greutățile visteriei statului, vistiernic fiind Jan Jerzy Przebendowski 1638 - 1729).
După războiul nordic August caută să constituie o monarhie absolută prin o serie de arestări, în 1715 / 1716, are loc o revoltă a mici nobilimi poloneze contra regelui, rebelii erau uniți prin Confederația din Tarnogrod fiind conduși de mareșalul Ledóchowski, groful Branicki, și Ludwik Pociej (un prieten de-al lui Petru cel Mare). Armata saxonă a câștigat bătăliile mai importante dar nu i-a reușit o victorie decisivă împotriva răsculaților, visteria regală era goală, August este nevoit să accepte prin intermediul țarului Pacea de la Varșovia cu condiția ca armata saxonă să părăsească teritoriul Poloniei.
După anul 1716 se liniștește situația politică în Polonia, făcând posibilă introducerea anumitor reforme, dar fără nici o perspectivă în privința absolutismului și asigurarea succesiunii pe tron a urmașilor regelui.
 După războiul nordic, Polonia se reface economic are loc un schimb intensiv de mărfuri între regatul Poloniei și Saxonia, comerțul fiind înlesnit prin stabilirea unor taxe vamale, pe piața organizată în Leipzig.
Nobilimea poloneză își păstrează privilegiile, fiind astfel imposibil de realizat o centralizare a economiei și finanțelor, până la 20 % din impozite fiind încasată de magnații polonezi.
August cu toate greutățile întâmpinate, după războiul nordic, reușește să-și asigure tronul prin politica sa de alianță cu Austria și Anglia contra Rusiei și Prusiei.

### Visuri și ambiții militare

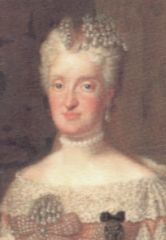
Maria Josepha prinţesă de Austria şi Saxonia, regina Poloniei

August deja în anul 1704 a plănuit căsătoria fiului său cu prințesa Maria Josepha de Austria (1699–1757) pentru realizarea unei alianțe cu Austria contra Prusiei, care era în ascensiune.
Visul lui de a ajunge pe tronul Habsburgic după moartea împăratului Austriei Joseph I (1678-1711) este abandonat el jucând un rol neutral în alegerea candidaților pe tronul austriac, mai târziu dorește în secret obținerea tronului lui Karl VI. (1685-1740) care era împăratul Austriei și regele Ungariei, dar îi lipsesc mijloacele necesare.
Planurile de a asigura urmașilor săi succesiunea pe tronul Poloniei este de asemenea zădărnicit.
În anii 1721 / 1722 izbucnește războiul vamal cu Prusia terminat în anul 1725 în favoarea Prusiei.
August întărește deja în 1682 armata saxonă, proces continuat în 1700 / 1701 și cu o reorganizare în 1712, iar în anul 1723 lasă înființarea unei academii militare, toate acestea fiind măsuri de prevedere în situația unor conflicte militare cu Prusia sau Austria, lăsând de asemenea să aibă loc o paradă militară (1730) apreciată și de regele Prusiei (regele soldat Frederic Wilhelm I 1688-1740) care este jignit pe teren diplomatic de sași, ceea ce probabil a dus la războiul nemilos de șapte ani al Prusiei contra Saxoniei.

### Puterea legendară și moartea lui August
Porecla lui August der Starke = cel tare, Hercule saxon sau mână de fier se datorește puterii sale deosebite, pe care se presupune că a moștenit-o de la Cimburgis von Masowien o nobilă poloneză (1394-1429) fiind considerată mama habsburgilor. 
Astfel se povestește despre el că ar fi fost în stare să rupă cu mâinile o potcoavă sau să îndoaie o bară de fier.
Dar unii presupun că potcoava de cal era turnată pe atunci dintr-un aliaj mai moale ca azi.
Monarhul avea o înălțime de 1,76 m, înălțime care în aceea perioadă de timp era uriașă.
August suferea de boala diabetus melitus din care cauză i-au fost amputate două degete la picior, de asemenea suferea de hipertensiune arterială, având greutatea corporală de 110 kg, August moare la 1 februarie 1733 în Varșovia având vârsta de 62 de ani fiind înmormântat în Cracovia.
Inima lui după dorința sa a fost dusă la Dresda într-o casetă aurită.
Moartea lui a declanșat o undă de tristețe și doliu în rândul saxonilor fiind cântată de barzii din acel timp.
In Hamburg studenții de teologie în Serenata Eroica folosesc melodia de doliu care a fost cântată la moartea lui August cel Tare.
Un bust al lui August datând din secolul XIX se găsește în Walhalla din Bavaria

## Arbore genealogic
|  |                                             |  |  |  |  |  |  |  |  |  |  |  |  |
|  | Johann Georg I, Elector de Saxonia          |  |  |  |  |  |  |  |  |  |  |  |  |
|  |                                             |  |  |  |  |  |  |  |  |  |  |  |  |
|  |                                             |  |  |  |  |  |  |  |  |  |  |  |  |
|  | Johann Georg al II-lea, Elector de Saxonia  |  |  |  |  |  |  |  |  |  |  |  |  |
|  |                                             |  |  |  |  |  |  |  |  |  |  |  |  |
|  |                                             |  |  |  |  |  |  |  |  |  |  |  |  |
|  | Magdalene Sibylle a Prusiei                 |  |  |  |  |  |  |  |  |  |  |  |  |
|  |                                             |  |  |  |  |  |  |  |  |  |  |  |  |
|  |                                             |  |  |  |  |  |  |  |  |  |  |  |  |
|  | Johann Georg al III-lea, Elector de Saxonia |  |  |  |  |  |  |  |  |  |  |  |  |
|  |                                             |  |  |  |  |  |  |  |  |  |  |  |  |
|  |                                             |  |  |  |  |  |  |  |  |  |  |  |  |
|  | Christian, Margraf de Brandenburg-Bayreuth  |  |  |  |  |  |  |  |  |  |  |  |  |
|  |                                             |  |  |  |  |  |  |  |  |  |  |  |  |
|  |                                             |  |  |  |  |  |  |  |  |  |  |  |  |
|  | Magdalene Sybille de Brandenburg-Bayreuth   |  |  |  |  |  |  |  |  |  |  |  |  |
|  |                                             |  |  |  |  |  |  |  |  |  |  |  |  |
|  |                                             |  |  |  |  |  |  |  |  |  |  |  |  |
|  | Maria a Prusiei                             |  |  |  |  |  |  |  |  |  |  |  |  |
|  |                                             |  |  |  |  |  |  |  |  |  |  |  |  |
|  |                                             |  |  |  |  |  |  |  |  |  |  |  |  |
|  | August al II-lea al Poloniei                |  |  |  |  |  |  |  |  |  |  |  |  |
|  |                                             |  |  |  |  |  |  |  |  |  |  |  |  |
|  |                                             |  |  |  |  |  |  |  |  |  |  |  |  |
|  | Christian al IV-lea al Danemarcei           |  |  |  |  |  |  |  |  |  |  |  |  |
|  |                                             |  |  |  |  |  |  |  |  |  |  |  |  |
|  |                                             |  |  |  |  |  |  |  |  |  |  |  |  |
|  | Frederic al III-lea al Danemarcei           |  |  |  |  |  |  |  |  |  |  |  |  |
|  |                                             |  |  |  |  |  |  |  |  |  |  |  |  |
|  |                                             |  |  |  |  |  |  |  |  |  |  |  |  |
|  | Anne Catherine de Brandenburg               |  |  |  |  |  |  |  |  |  |  |  |  |
|  |                                             |  |  |  |  |  |  |  |  |  |  |  |  |
|  |                                             |  |  |  |  |  |  |  |  |  |  |  |  |
|  | Ana Sofia a Danemarcei                      |  |  |  |  |  |  |  |  |  |  |  |  |
|  |                                             |  |  |  |  |  |  |  |  |  |  |  |  |
|  |                                             |  |  |  |  |  |  |  |  |  |  |  |  |
|  | George, Duce de Brunswick-Lüneburg          |  |  |  |  |  |  |  |  |  |  |  |  |
|  |                                             |  |  |  |  |  |  |  |  |  |  |  |  |
|  |                                             |  |  |  |  |  |  |  |  |  |  |  |  |
|  | Sophie Amalie de Brunswick-Lüneburg         |  |  |  |  |  |  |  |  |  |  |  |  |
|  |                                             |  |  |  |  |  |  |  |  |  |  |  |  |
|  |                                             |  |  |  |  |  |  |  |  |  |  |  |  |
|  | Anne Eleonore de Hesse-Darmstadt            |  |  |  |  |  |  |  |  |  |  |  |  |
|  |                                             |  |  |  |  |  |  |  |  |  |  |  |  |
|  |                                             |  |  |  |  |  |  |  |  |  |  |  |  |